# Gerard County
Gerard Maximin County CSSp (ur. 15 grudnia 1960 w Port-of-Spain) – duchowny katolicki z Trynidad i Tobago, biskup Kingstown od 2016.

## Życiorys

### Prezbiterat
Święcenia kapłańskie otrzymał 21 stycznia 1996 w zgromadzeniu duchaczy. Pracował w meksykańskiej prowincji zakonnej, m.in. jako ekonom i duszpasterz młodzieży. W latach 2009–2015 kierował prowincją, a po złożeniu urzędu pracował w klasztorze w rodzinnym mieście.

### Episkopat
22 grudnia 2015 papież Franciszek mianował go biskupem diecezji Kingstown na Saint Vincent i Grenadynach. Sakry biskupiej 20 lutego 2016 udzielił mu metropolita Port of Spain - arcybiskup Joseph Harris.